# Björn Kopplin
Björn Kopplin (Berlino, 7 gennaio 1989) è un calciatore tedesco, difensore del Randers.

## Palmarès

### Club

#### Competizioni nazionali
- Coppa di Danimarca: 1

Randers: 2020-2021

### Nazionale
- Campionato d'Europa Under-19: 1